# 劉大鵬
劉大鵬（1952年—2021年6月18日），台灣京劇鼓師。陸光劇校、國立台灣藝術專科學校戲劇科、佛光大學藝術學研究所畢業。國立台灣戲曲學院戲曲音樂學系專任副教授、國立台北藝術大學音樂學系、國立台灣藝術大學中國音樂學系兼任副教授，著有《京劇鑼鼓進階教材》等書。

## 簡歷
劉大鵬十歲時，進入中華民國陸軍經營的京劇團隊「陸光國劇隊」的「陸光劇校」，師從王福勝、朱殿卿、孫元坡等名師，習學花臉表演藝術。藝名劉陸勳。畢業後即加入陸光國劇隊擔任淨角演員。1985、1987年，因參與陸光國劇隊《陸文龍》、《通濟橋》兩齣軍中競賽戲演出，獲得「國軍文藝金像獎」最佳淨角獎。
劉大鵬雖在淨行表演頗受矚目，但卻從小熱愛司鼓藝術，後來終得從隨顧正秋來台的侯佑宗鼓師（當時是陸光劇隊鼓師、台灣鼓王）肯定，收為入室弟子，學習京劇司鼓藝術。1980年獲第廿一屆中國文藝獎章「戲曲國樂配樂獎」。1988年起正式從演員改行司鼓專業，並先後為陸光國劇隊、顧正秋女士、「當代傳奇」、「雅音小集」等演出擔任司鼓。
1988年元月，劉大鵬應臺灣復興劇校邀聘，籌畫成立「劇藝音樂科」(臺灣戲曲學院戲曲音樂系前身)；同年七月，出任首屆科主任，長達九年。1980年代末和1990年代初，華視邀請顧正秋劇組錄製電視京劇，當時侯佑宗已退休，他接任鼓師，琴師為王克圖。
1988年與台灣省立交響樂團（現在的國立台灣交響樂團）合作出版《國劇鑼鼓經》專輯擔任鼓師。
1990年代中期，顧正秋錄製1套６張音樂光盤《顧唱：顧正秋曲藝精華》，請公營上海市戲曲學校畢業的林鑫濤和金國賢司琴，由劉大鵬打鼓。
1997年、2000年，兩度參與朱宗慶打擊樂團主辦之國際打擊節中國戲劇鑼鼓之表演（鑼鼓設計、司鼓）。
2005年當選中華民國教育部年度優良教育人員。
2010年起，兼任臺灣戲曲學院總務長一職。
2015年起，任職戲曲音樂系系主任。
2017年2月，屆齡退休；仍兼任授課。
2021年6月18日早，於家中辭世，享年70歲。